# Auerbach (powiat Deggendorf)
Auerbach – miejscowość i gmina w Niemczech, w kraju związkowym Bawaria, w rejencji Dolna Bawaria, w regionie Donau-Wald, w powiecie Deggendorf. Leży w Lesie Bawarskim, około 10 km na wschód od Deggendorfu, przy drodze B533.

## Dzielnice
W skład gminy wchodzą następujące dzielnice: Auerbach, Engolling, Urlading.

## Demografia
| Rok  | Liczba mieszk. |
| ---- | -------------- |
| 1970 | 1536           |
| 1987 | 1783           |
| 2000 | 2141           |
| 2005 | 2138           |
| 2008 | 2144           |

### Struktura wiekowa

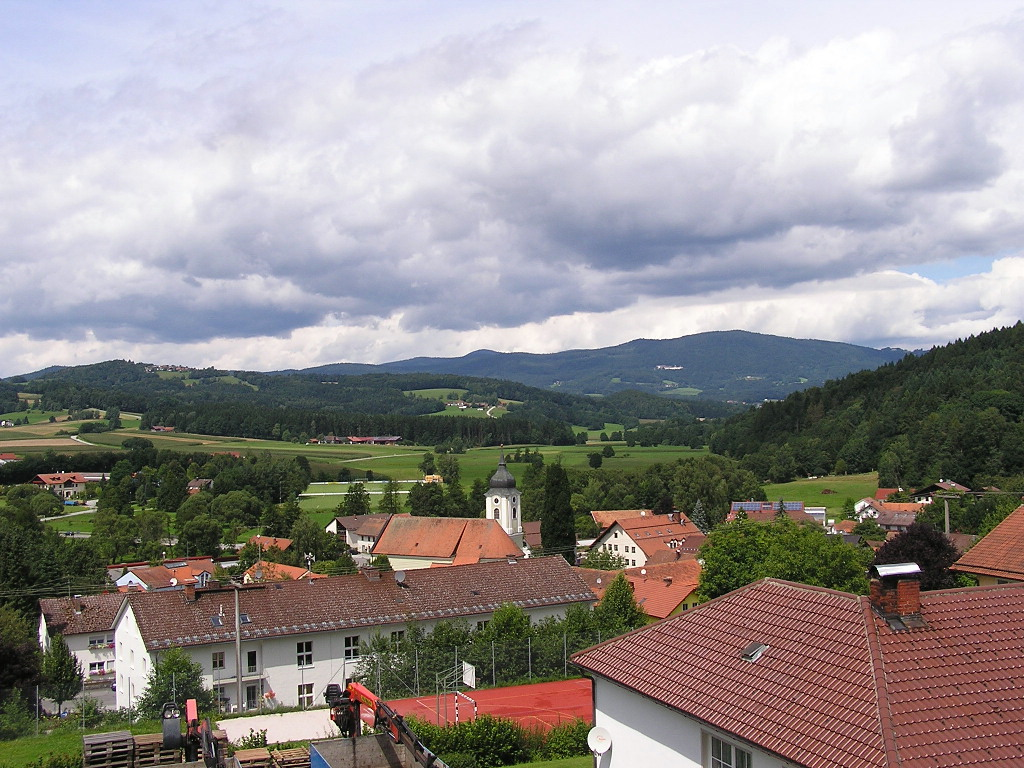

Dane o ludności z 31 grudnia 2008:
| Opis                                | Ogółem | Ogółem | Kobiety | Kobiety | Mężczyźni | Mężczyźni |
| ----------------------------------- | ------ | ------ | ------- | ------- | --------- | --------- |
| Jednostka                           | osób   | %      | osób    | %       | osób      | %         |
| Populacja                           | 2144   | 100    | 1076    | 50,19   | 1068      | 49,81     |
| Wiek przedprodukcyjny (0–17 lat)    | 428    | 19,96  | 201     | 9,38    | 227       | 10,59     |
| Wiek produkcyjny (18–65 lat)        | 1432   | 66,79  | 703     | 32,79   | 729       | 34        |
| Wiek poprodukcyjny (powyżej 65 lat) | 284    | 13,25  | 172     | 8,02    | 112       | 5,22      |

## Polityka
Wójtem od 2002 jest Gerhard Strasser, jego poprzednikiem był Franz Fürst. Rada gminy składa się z 14 członków:
|      | CSU | SPD | FW/UWG | FWG | Razem |
| 2008 | 5   | 2   | 5      | 2   | 14    |
| 2002 | 4   | 2   | 5      | 3   | 14    |

## Oświata
W gminie znajduje się 50 miejsc przedszkolnych oraz szkoła podstawowa (5 nauczycieli, 104 uczniów).